# Лепилемур на Джеймс
Лепилемур на Джеймс (Lepilemur jamesorum) е вид бозайник от семейство Тънкотели лемури (Lepilemuridae). Видът е критично застрашен от изчезване.

## Разпространение
Разпространен е в Мадагаскар.